# Colchicum bulbocodium
Colchicum bulbocodium là một loài thực vật có hoa trong họ Colchicaceae. Loài này được Ker Gawl. miêu tả khoa học đầu tiên năm 1807.